# Jill Loyden
Jillian Ann Loyden (née le 25 juin 1985 à Vineland, au New Jersey) est une joueuse de soccer américaine évoluant au poste de gardienne de but. Internationale américaine (7 sélection depuis 2010), elle joue en 2013 avec le Sky Blue FC dans la National Women's Soccer League.

## Biographie

### Carrière en club
Jill Loyden joue deux saisons dans la W-League pour le Hudson Valley Quickstrike Lady Blues. Lors de la création de la Women's Professional Soccer en 2009, elle est sélectionnée par le Saint Louis Athletica. Elle joue la saison 2009 comme gardienne suppléante de la gardienne titulaire Hope Solo. 
Lors de la saison 2010, les propriétaires du Saint Louis Athletica annoncent que le club est à court de liquidités et va cesser ses activités. Loyden est alors recrutée par les Chicago Red Stars où elle peut s'illustrer comme gardienne titulaire. Mais à l'inter-saison 2010-2011, les propriétaires des Red Stars annoncent que l'équipe ne repartira pas pour la saison 2011 dans la WPS pour raisons financières, et vont jouer dans la ligue Women's Premier Soccer League (WPSL). Loyden est alors repêchée par le magicJack. Elle y joue la saison 2011.
Le 11 janvier 2013, elle est mise à disposition du Sky Blue FC, jouant dans la nouvelle National Women's Soccer League.

### En sélection nationale
Sa première apparition pour l'équipe nationale des États-Unis a lieu en 2010. Depuis, elle joue le rôle de gardienne remplaçante. Elle est la troisième gardienne des États-Unis lors de la Coupe du monde féminine 2011, derrière Hope Solo et Nicole Barnhart.